# Snowball II
Snowball II er familien Simpsons kat i tv-serien The Simpsons.
Snowball II hedder sådan fordi den oprindelige Snowball blev kørt over af borgmester Quimbys alkoholiserede bror. Dette er en begivenhed man aldrig ser i showet, men det bliver omtalt i et afsnit. Faktisk er den nuværende Snowball II teknisk set Snowball IV, da Snowball II bliver dræbt i et afsnit i sæson 16, hvor Snowball III (som blev anskaffet lige bagefter) også dør.